# Nada Dabić
Nada Dabić (Niš, 1955 - Novi Sad, 2018),bila je mirovna aktivistkinja, feministkinja i marksistkinja, kao i jedna od osnivačica Lige socijaldemokrata Vojvodine (LSV), a kasnije i novosadske mirovne grupe „Esperanca“.
Sa početkom ratova u bivšoj Jugoslaviji, bila je privođenja zbog pomoći muškarcima koji su odbijali da učestvuju u ratu.
Unutar LSV, bila je intenzivno angažovana u Forumu žena LSV, i sarađivala je sa Ženama u crnom i tokom, i nakon rušenja režima Slobodana Miloševića. Njen angažman je bio fokusiran na ženska i mirovna pitanja, a učestvovala je u promovisanju i organizovanju velikog regionalnog, mirovnog procesa Ženski sud za bivšu Jugoslaviju.

## Biografija
Nada Dabić je rođena u Nišu, u Socijalističkoj federativnoj republici Jugoslaviji. Kako joj je otac bio vojno lice, zbog čestih prekomandi je osnovnu školu završila u rodnom gradu i Zagrebu, dok je srednju školu završila u Rumi. Od 1980. godine, živela je u Novom Sadu, i bila zaposlena u Gradskom sekretarijatu za narodnu odbranu, od 1985. prelazi u fabriku "Heroj Pinki" kao referent za bezbednost i zaštitu sve do 1988. godine.
Pred ratove upisuje i Pravni fakultet u Sarajevu, i upravo zbog ratova, bila je prinuđena da napusti studije.

## Politički i mirovni aktivizam
Nada Dabić, zbog neslaganja sa politikom režima Slobodana Miloševića, ostaje bez posla celih narednih deset godina. Sa raspadanjem SFRJ, postaje jedna od osnivačica LSV, priključuje se antiratnom pokretu,i posebno ženskom mirovnom aktivizmu, i izuzetno je aktivna na zaštiti dezertera u prvim godinama rata, te je u nekoliko navrata bila privođenja zbog svog aktivizma.
Sa okončanjem lokalnih izbora u Srbiji 1996. godine, koji su se, zbog krađe rezultata od strane režima Slobodana Miloševića pretvorili u masovne demonstracije, Nada Dabić se vraća na posao u Gradski sekretarijat za narodnu odbranu.
Njen mirovni angažman, i kroz LSV i kroz ženski mirovni aktivizam u Srbiji, kao aktivistkinje Žena u crnom, bio je usmeren na uspostavljanje narušenih odnosa, stvaranje mirovnih koalicija u regionu,  i na proces suočavanja sa prošlošću – sa nacionalizmom i fašizacijom društva.
Nada Dabić je učestvovala i organizovala više edukacija i tribina na temu feminizma i položaja žena u društvu. Smatrala je da je obrazovanje, i aktiviranje žena izuzetno važno za celo društvo.
„Aktivistkinje moraju naučiti teoriju, jer ne možeš izaći na ulicu ako ne znaš šta zastupaš. Teoretičarke, dođite sa aktivistkinjama da vidite za koga pišete istoriju.“
Jedno od važnih fokusa feminističkog i mirovnog pokreta u Srbiji ticao se i ženskog prava na abortus, pravo koje se stalno ugrožava. Takođe, Nada Dabić se bavila i sve raširenijim problem država na periferiji kapitalizma - trgovinom ljudima.
Sa aktivistkinjama iz mirovnog pokreta Srbije, uz Stašu Zajović, Dašu Duhaček, Nevenu Nenu Kostić, Mandu Prišing, Mariju Perković, promovisala je i učestvovala u organizovanju Ženskog suda za bivšu Jugoslaviju.